# Стан (Казахстан)
Стан (каз. Стан) — село у складі Бухар-Жирауського району Карагандинської області Казахстану. Входить до складу Новоузенського сільського округу.
Населення — 51 особа (2021; 66 у 2009, 187 у 1999, 343 у 1989).
Національний склад станом на 1989 рік:
- росіяни — 35 %;
- казахи — 25 %.